# Geudeur-i saneun sesang
Geudeur-i saneun sesang (hangeul: 그들이 사는 세상, lett. Il mondo in cui vivono; titolo internazionale The World That They Live In, conosciuta anche come Worlds Within, lett. Mondi interiori) è una serie televisiva sudcoreana trasmessa su KBS2 dal 27 ottobre al 16 dicembre 2008.

## Trama
Jung Ji-oh e Joo Joon-young sono due direttori di produzione di drama. Lui è carismatico, proviene da una famiglia di agricoltori, ha un difficile rapporto con il carattere del padre, ma ama profondamente sua madre; lei è diretta e sicura di sé, proviene da una famiglia ricca e i problemi con la madre (coinvolta nel gioco d'azzardo e in relazioni con altri uomini) l'hanno resa fredda e riservata quando deve esprimere i suoi sentimenti. Dopo aver lasciato i rispettivi partner, Ji-oh e Joon-young decidono di ricominciare la relazione che avevano interrotto ai tempi dell'università. Passando del tempo insieme, Joon-young impara a esternare maggiormente ciò che prova, finché Ji-oh decide di lasciarla, vittima dell'orgoglio che non gli permette di sopportare il disprezzo della madre di lei, che lo ritiene una persona inferiore. Seccato dalle differenze di ricchezza, valori e personalità, pur amandola Ji-oh inizia a trattare crudelmente Joon-young, che rimane ferita dal suo atteggiamento.
Intanto, alla stazione televisiva giunge un nuovo direttore maleducato e sarcastico, Song Gyu-ho, che obera i dipendenti di lavoro. Il suo comportamento, però, non viene considerato un problema perché i suoi drama ottengono sempre alti ascolti. Egli inizia una relazione con l'ostinata Jang Hae-jin, un'attrice esordiente, ma sono obbligati a lasciarsi per proteggere il nome del padre di Gyu-ho, candidato alle elezioni presidenziali.
Entrambe le coppie dovranno affrontare difficoltà e problemi prima di poter tornare insieme.

## Personaggi
- Joo Joon-young, interpretata da Song Hye-kyo.
- Jung Ji-oh, interpretato da Hyun Bin.
- Song Gyu-ho, interpretato da Uhm Ki-joon.
- Jang Hae-jin, interpretata da Seo Hyo-rim.
- Kim Min-chul, interpretato da Kim Kap-soo.
- Park Hyun-sup, interpretato da Kim Chang-wan.
- Yang Soo-kyung, interpretato da Choi Daniel.
- Kim Min-hee, interpretata da Lee Da-in.
- Chul-yi, interpretato da Pan Yoo-geol.
- Lee Seo-woo, interpretata da Kim Yeo-jin.
- Yoon Young, interpretata da Bae Jong-ok.
- Park Soo-jin, interpretata da Kim Ja-ok.
- Oh Min-suk, interpretata da Yoon Yeo-jeong.
- Yoo Chi-han, interpretato da Jung Suk-won.
- Young-woong, interpretato da Kim Young-kwang.
- Lee Joon-gi, interpretato da Lee Joon-hyuk.
- Lee Yeon-hee, interpretata da Cha Soo-yeon.
- Madre di Ji-oh, interpretata da Na Moon-hee.
- Madre di Joon-young, interpretata da Na Young-hee.
- Song Yoo-min, interpretato da Yoon Jong-hwa.
- Manager Song, interpretato da Lee Jong-goo.

## Ascolti
| Episodio | Data di trasmissione | Dati TNSM | Dati AGB |
| -------- | -------------------- | --------- | -------- |
| 1        | 27 ottobre 2008      | 7,1%      | 7,7%     |
| 2        | 28 ottobre 2008      | 5,8%      | 6,9%     |
| 3        | 3 novembre 2008      | 6,0%      | 5,5%     |
| 4        | 4 novembre 2008      | 6,5%      | 6,5%     |
| 5        | 10 novembre 2008     | 6,2%      | 6,2%     |
| 6        | 11 novembre 2008     | 6,2%      | 5,6%     |
| 7        | 17 novembre 2008     | 5,1%      | 5,6%     |
| 8        | 18 novembre 2008     | 5,7%      | 6,3%     |
| 9        | 24 novembre 2008     | 4,8%      | 5,1%     |
| 10       | 25 novembre 2008     | 4,8%      | 6,1%     |
| 11       | 1 dicembre 2008      | 6,5%      | 5,5%     |
| 12       | 2 dicembre 2008      | 6,1%      | 5,7%     |
| 13       | 8 dicembre 2008      | 6,5%      | 6,7%     |
| 14       | 9 dicembre 2008      | 6,4%      | 5,8%     |
| 15       | 15 dicembre 2008     | 6,9%      | 5,7%     |
| 16       | 16 dicembre 2008     | 7,7%      | 6,6%     |

## Riconoscimenti
| Anno | Premio               | Categoria                                 | Ricevente    | Risultato       |
| ---- | -------------------- | ----------------------------------------- | ------------ | --------------- |
| 2008 | KBS Drama Awards     | Excellence Award, Actor in a Miniseries   | Hyun Bin     | Candidato/a     |
| 2008 | KBS Drama Awards     | Excellence Award, Actress in a Miniseries | Song Hye-kyo | Candidato/a     |
| 2008 | KBS Drama Awards     | Best Supporting Actor                     | Uhm Ki-joon  | Vincitore/trice |
| 2008 | KBS Drama Awards     | Best Supporting Actress                   | Bae Jong-ok  | Vincitore/trice |
| 2008 | KBS Drama Awards     | Best New Actress                          | Seo Hyo-rim  | Candidato/a     |
| 2008 | KBS Drama Awards     | Popularity Award, Actor                   | Hyun Bin     | Candidato/a     |
| 2008 | KBS Drama Awards     | Popularity Award, Actress                 | Song Hye-kyo | Candidato/a     |
| 2009 | Baeksang Arts Awards | Best New Actor (TV)                       | Uhm Ki-joon  | Candidato/a     |

## Distribuzioni internazionali
| Paese     | Canale/i              | Prima TV                    | Titolo adottato                         |
| --------- | --------------------- | --------------------------- | --------------------------------------- |
| Malaysia  | 8TV                   | 4 luglio-17 ottobre 2009    | 他們生活的世界 (Il mondo in cui vivono) |
| Hong Kong | Entertainment Channel | 18 agosto-16 settembre 2009 | 他們的世界 (Il loro mondo)              |
| Taiwan    | CTi Variety           | 12 aprile-14 maggio 2010    | 他們的世界 (Il loro mondo)              |